# يون لابوشنيانو
إيون لابوشنيانو (بالرومانية: Ion Lăpușneanu)‏ (8 ديسمبر 1908 – 25 فبراير 1994) لاعب كرة قدم روماني راحل كان يجيد اللعب في مركز حارس مرمى .
نشأ لابوشنيانو في نادي باناتول تيميشوارا ثم انتقل إلى نادي سبورتول ستودينتيسك بوخارست في سنة 1930 حيث بقي سنتان ثم انتقل إلى فينوس بوخارست ثم انتقل إلى نادي رابيد بوخارست حيث انهى فيه مسيرته الرياضية في سنة 1938 . على المستوى الدولي لعب 10 مباريات دولية مع منتخب رومانيا من 1929 إلى 1932 حيث كان من ضمنها المشاركة في بطولة كأس العالم 1930 في الأوروغواي . بعد الاعتزال اتجه إلى مهنة التدريب حيث تولى تدريب منتخب رومانيا من 1942 إلى 1943 ثم تولى تدريب نادي بوليتيهنيكا تيميشوارا من 1948 إلى 1950 .

## روابط خارجية
- يون لابوشنيانو على موقع الاتحاد الدولي (مؤرشف)  (الإنجليزية)
- يون لابوشنيانو على موقع ناشيونال فوتبول تيمز (الإنجليزية)
- يون لابوشنيانو على موقع عالم كرة القدم.نت (الإنجليزية)